# آکوم
آکوم (انگلیسی: AKOM) شرکت انیمیشن‌سازی کره‌ای است، که در سال ۱۹۸۵ تأسیس شد.